# Margaritaria cyanosperma
Margaritaria cyanosperma là một loài thực vật có hoa trong họ Diệp hạ châu. Loài này được (Gaertn.) Airy Shaw mô tả khoa học đầu tiên năm 1966.